# Klinicky izolovaný syndrom
Klinicky izolovaný syndrom (anglicky: Clinically isolated syndrome, odtud zkratka CIS) je definován jako „izolovaný, náhlý vznik ložiskových neurologických příznaků v souladu s možným rozvojem roztroušené sklerózy (RS).“ Jedná se o individuální první neurologickou epizodu, způsobenou zánětem nebo demyelinizací nervové tkáně. Epizody při tom mohou být monofokální (jednoložiskové), při nichž se ložiska projeví jen v jednom místě centrální nervové soustavy, nebo multifokální (víceložiskové), při nichž se projeví na různých místech.
Léze na mozku spojené s klinicky izolovaným syndromem mohou svědčit o RS. Podle Jiřího Piťhy se „pravděpodobnost vývoje RS zvyšuje při víceložiskovém postižení pozorovaném na MR (magnetická rezonance) a při průkazu oligoklonálních imunoglobulinů v mozkomíšním moku.“ Zahrnutí klinicky izolovaného syndromu do diagnostiky RS podle něj znamená, „že diagnóza RS může být stanovena již při prvních klinických projevech nemoci, kdy je možné zahájit léčbu.“